# Prometheus Global Media
Prometheus Global Media, trước đây là e5 Global Media, là một công ty xuất bản Hoa Kỳ trong lĩnh vực giải trí. công ty được thành lập bởi doanh thu từ bộ phận giải trí và truyền thông của Nielsen Business Media tháng 12 năm 2009.
CEO của công ty này là Richard D. Beckman, trước đó ông làm quản trị tại Condé Nast and Fairchild Publications, và chủ báo cũ của các tờ GQ và Vogue.

## Xuất bản phẩm
- Adweek
- Back Stage
- Billboard
- Brandweek
- Film Journal International
- Mediaweek
- The Hollywood Reporter